# 粕漬け

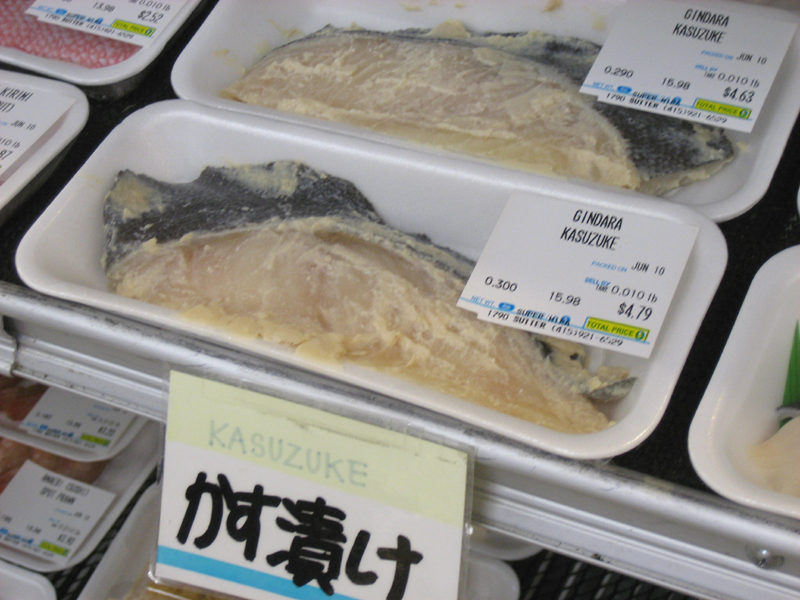
パック販売されるタラの粕漬け

粕漬け（かすづけ）とは、食材を酒粕またはみりん粕に漬ける手法である。また、その方法で作った日本の漬物のこと。

## 概要
食材は、野菜、果実、魚介類、食肉だけでなく加工食品など多種多様なものが使用される。日本各地で作られており、漬物の中でもよく使用される漬け方である。漬物日本一を決めるイベントにおいても、粕漬けが第1位に選ばれた。
『延喜式』には野菜を材料とした糟漬けの記述があり、日本古来から存在していた事が確認できる。平城京で出土した木簡には「加須津毛」(かすづけ)の記載が確認されている。
酒粕に漬けたものは味が淡泊である。一方でみりん粕に漬けたものには濃厚な甘味があり、さらに甘みを付ける場合には砂糖を加える。酒粕は圧搾の不十分な湿ったものが良く、乾いたものは酒を含むのが少ないから味が劣るとされる。ただし、酒気の強いものが苦手な場合にはこちらが好まれる。これに塩、砂糖、酒などを加えて緩め、容器に固く詰め込み、蓋と目張りをして冷所に置き、よく熟れた粕に漬ける。食材はそのまま漬けると粕の中に水分が出て酸敗するおそれがあるため、一度塩漬けしてから漬け、あるいは少量の塩を振ってしばらく置いてから、あるいは陰干しにしてから漬ける。生のまま、特に水分の多いものを漬ける場合にはぬかと少量の塩を混ぜたものを容器の底に敷き、その上に多数の小さな穴の開いた中蓋を置いて水分が下に落ちるようにする方法がある。食材は相互に、また容器に接しないようにその間に十分に酒粕を詰めて固く漬け込む。数日から数か月で漬け上がる。
野菜の粕漬けは香の物とされ、粕にわさびを追加したわさび漬けも粕漬けの1つである（奈良漬けなど）。魚類は内臓類を処理し、塩を使用する場合がある。また中型以上の大きい魚は、1尾をそのままではなく切り身にしてから漬けることが多い。食肉は、切り身に包丁を入れる処理をした上で漬けることが多い。
日本各地において、主に現地の食材を使用した粕漬けが製造・販売されている。佐渡では河豚の卵巣の糠漬けの一種として「ふぐの子の粕漬け」という料理がある。